# Skuggbjörnbär
Skuggbjörnbär (Rubus sciocharis) är en rosväxtart som först beskrevs av Henri L. Sudre, och fick sitt nu gällande namn av William Charles Richard Watson. Enligt Catalogue of Life ingår Skuggbjörnbär i släktet rubusar och familjen rosväxter, men enligt Dyntaxa är tillhörigheten istället släktet rubusar och familjen rosväxter. Artens livsmiljö är skogslandskap, stadsmiljö. Utöver nominatformen finns också underarten R. s. microphyllus.